# Bullet (programari)
Bullet és un motor físic que simula la detecció de col·lisions així com la dinàmica corporal suau i rígida. S'ha utilitzat en videojocs i per efectes visuals en pel·lícules. Erwin Coumans, el seu autor principal, va guanyar un Premi de l'Acadèmia Científica i Tècnica pel seu treball sobre Bullet. Va treballar per a Sony Computer Entertainment US R+D des del 2003 fins al 2010, per AMD fins al 2014, per a Google fins al 2022 i ara treballa per a Nvidia.

## Característiques
- Simulació de cos rígid i cos tou amb detecció de col·lisions discreta i contínua
- Les formes de col·lisió inclouen: esfera, caixa, cilindre, con, casc convex amb GJK, malla no convexa i triangular
- Suport corporal suau: tela, corda i objectes deformables
- Un ric conjunt de restriccions de cos rígid i cos tou amb límits de restricció i motors
- Connectors per a Maya, Softimage, integrats a Houdini, Cinema 4D, LightWave 3D, Blender, Godot i Poser
- Importació de continguts de física COLLADA 1.4
- Optimitzacions opcionals per a PlayStation 3 Cell SPU, CUDA i OpenCL[3]

El lloc web de Bullet també allotja un Fòrum de Física per a la discussió general sobre la simulació de física per a jocs i animació.
A l'AMD Developer Summit (APU) el novembre de 2013, Erwin Coumans va presentar el Bullet 3 OpenCL Rigid Body Simulation.